# 芬宁
芬宁是德国巴伐利亚州的一个市镇。总面积23.33平方公里，总人口1661人，其中男性829人，女性832人（2011年12月31日），人口密度71人/平方公里。